# Маттео Фальконе (фільм, 1960)
«Маттео Фальконе» (азерб. «Matteo Falkone») — радянський короткометражний художній фільм радянського режисера Тофіка Тагізаде, знятий на кіностудії «Азербайджанфільм» в 1960 році. За мотивами однойменної новели французького письменника Проспера Меріме.

## Сюжет
Корсика, XIX століття. Йде гонитва за пораненим Джанетто Санп'єро. А в цей час багатий і заможний Маттео Фальконе живе разом зі своєю дружиною Джузеппою і десятирічним сином Фортунато, яким дуже пишається. Одного разу, коли його і його дружини не було вдома, в будинок заліз Джанетто, розшукуваний сержантом. Фортунато погодився укрити втікача лише тоді, коли той запропонував срібну монету. Через кілька хвилин у будинку з'явилися озброєні солдати на чолі з сержантом Гамбою, який почав розпитувати Фортунато. Але хлопчисько так зухвало й глузливо відповідав Гамбі, що той, скипівши, наказав обшукати будинок і став погрожувати Фортунато покаранням. Тоді сержант витягнув з кишені срібний годинник і пообіцяв віддати його Фортунатто, якщо той видасть злочинця. Підліток не встояв перед цією спокусою, і Джанетто був схоплений. Повертаючись додому, Маттео Фальконе і його дружина наткнулися на солдатів, які вели Джанетто. Побачивши Фальконе, Джанетто плюнув у його сторону і назвав Маттео «батьком зрадника». Аби не допустити ганьби, Маттео вивів сина з дому й убив пострілом з рушниці.

## У ролях
- Нодар Шашик-огли — Маттео Фальконе
- Тамілла Агамірова — Джузеппа
- Джейхун Мірзаєв — Фортунато
- Тофік Тагізаде — Джанетто Санп'єро
- Анатолій Фалькович — сержант, Гамба
- Гаджи Мурад Ягізаров — солдат

## Знімальна група
- Режисер — Тофік Тагі-Заде
- Сценаристи — Ніна Герман, Тофік Тагі-Заде
- Оператор — Расім Оджагов
- Композитор — Кара Караєв
- Художник — Кяміль Наджафзаде